# Jean-Pierre Rochat
Pour les articles homonymes, voir Rochat.
Jean-Pierre Rochat, né le 24 novembre 1953 à Bâle, est un paysan et écrivain suisse.

## Biographie
Né à Bâle, il vit à Bienne dès l'âge de 3 ans. Après une jeunesse insoumise et un bref passage en maison de correction, il devient berger en Suisse alémanique et dans le canton de Vaud : à l'alpage l'été et comme journalier en plaine l'hiver. De 1974 à 2019, fermier, il a exploité avec sa famille, un domaine au sommet de la montagne de Vauffelin, assouvissant sa passion des chevaux Franches-Montagnes dont il a été un éleveur réputé et participant aux célèbres courses d'attelage du Jura. Il écrit depuis la fin des années 1970. Mais c'est finalement dès 1982, avec la publication de son premier recueil de nouvelles, qu'il est parvenu à concilier ses deux passions.  
On lui doit plusieurs récits, dont Berger sans étoiles (1984), Epilady (1994) et La Nuit de la nouvelle (2016), de nombreuses nouvelles, Scènes de la vie agricole (1982), Hécatombe (1999), Le bouc (2020) ainsi qu'un recueil de poésie, Sur du rouge vif (1999). 
Il publie également L'Écrivain suisse allemand (2012) qui lui vaut le prix Michel-Dentan. Ce roman raconte l’amitié improbable d’un paysan de montagne et d’un écrivain à succès. Entre l’amoureux des vaches et le Casanova des lettres s’échangent les expériences de la vie de bohème ou montagnarde, nomade ou sédentaire, dans le style brut et généreux qui caractérise Jean-Pierre Rochat.
En 2019, le prix du roman des Romands lui est décerné pour Petite Brume. Ce livre raconte l'histoire d'un paysan qui vit un drame, en devant vendre sa ferme, son bétail et sa jument baptisée Petite Brume.

## Publications

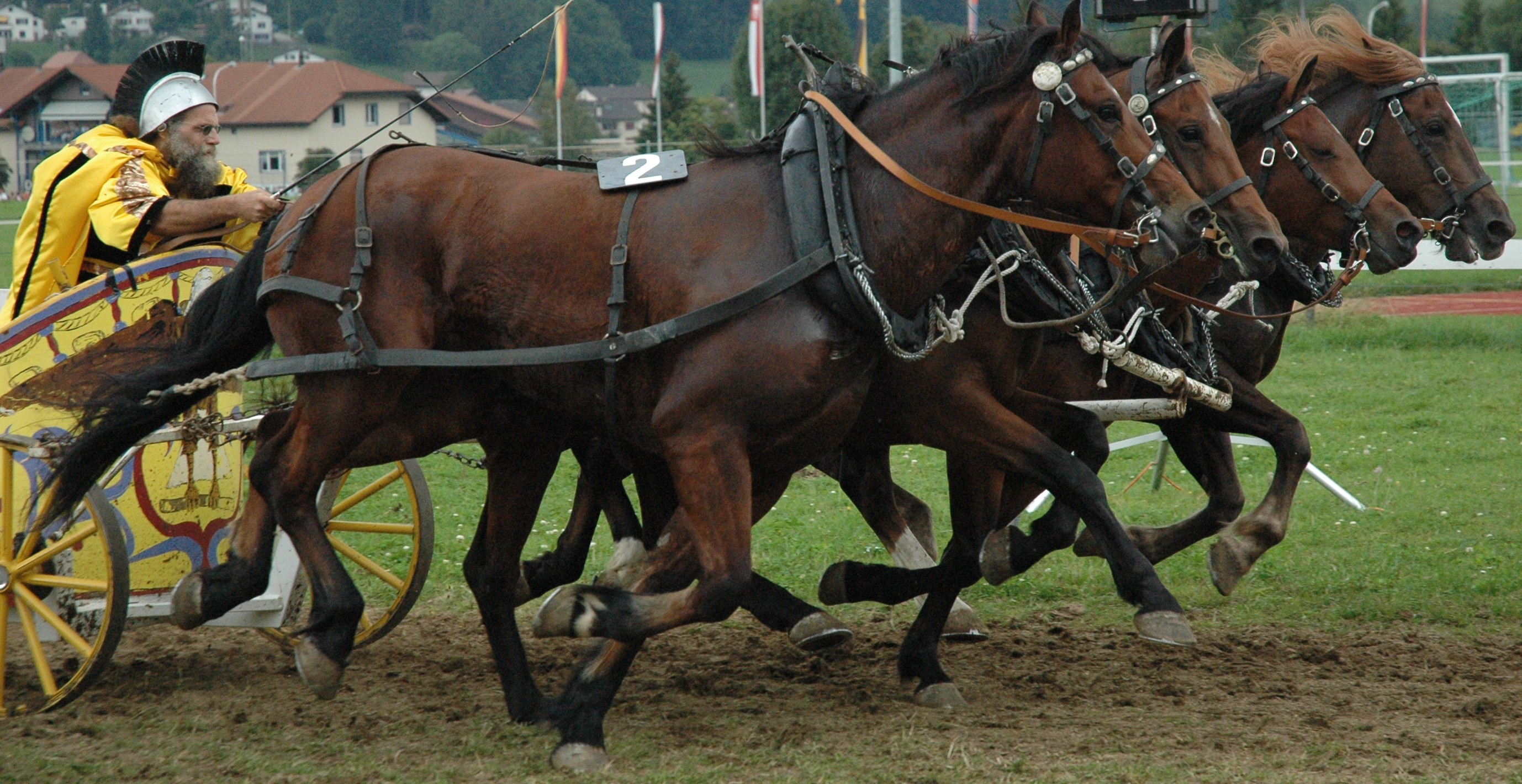
Jean-Pierre Rochat et son attelage à quatre chevaux lors de la course de chars romains au Marché-concours de Saignelégier 2007.

### Œuvres
- Le secret des chevaux, récit, La Chambre d'échos, 2025.
- La plage des pauvres, nouvelles, La Chambre d'échos, 2024.
- Les mots comme des lapins lâchés dans la nature, La Chambre d'échos, 2022.
- La légende du merle, récit, Éd. d'en bas, 2021.
- Chaque jour une histoire, nouvelles, Verlag die Brotsuppe, 2021.
- Roman de gares, roman, Éd. d'Autre Part, 2020.
- Le bouc, nouvelles, La Chambre d'échos, 2020.
- La clé des champs, nouvelles, La Chambre d’échos, 2018.
- Petite Brume, roman, Éd. d’Autre Part, 2017.
- 36 Choses à faire avant de mourir, Drosera, 2016.
- La Nuit de la nouvelle, La Chambre d'échos, 2016.
- Lapis-lazuli, roman, Éd. d'Autre Part, 2015.
- Journal amoureux d'un boucher de campagne, La Chambre d'échos, 2014.
- L'Écrivain suisse allemand, roman, Éd. d’Autre Part, 2012.
- Mon livre de chevet empoisonné, nouvelles, La Chambre d'échos, 2006.
- Sous les draps du lac, nouvelles, La Chambre d’échos, 2001.
- Sur du rouge vif, poèmes, Éd. d’Autre Part, 1999.
- Hécatombe, nouvelles, La Chambre d’échos, 1999.
- Mon totem c’est la cheminée de l’usine d’incinération, théâtre, Canevas, 1992.
- Epilady, récit, Canevas, 1990.
- Berger sans étoiles, récit, Éd. d’En Bas, 1984 – réédition La Chambre d’échos, 2006.
- Scènes de la vie agricole, nouvelles, Éd. de la Louve, 1982.

### Ouvrages collectifs
- Les Moments littéraires, Revue n°43, Journaux intimes d’écrivains suisses de langue française, 2020.
- Le pochard céleste, texte de Jean-Pierre Rochat et linogravure de Simon Beuret, Éd. du goudron et des plumes, 2019.
- Léopold Rabus. Rencontres – Begegnungen, Coédition Musée d’art et d’histoire, Neuchâtel et Scheidegger & Spiess, Zurich, 2019.
- L'usage des sens, Éd. d'Autre Part, 2000.
- Relève, Pré-Carré, 1990.
- Le tango de la sorcière, Canevas, 1988.
- La montagne aux vingt miroirs, nouvelles, Atelier du Soleil, 1985.

## Distinctions
- 2019 Prix du roman des Romands pour Petite Brume
- 2013 Prix Michel-Dentan pour L'Écrivain suisse allemand
- 1999 Prix de littérature du canton de Berne pour Hécatombe
- 1985 Prix d'encouragement du canton de Berne pour Berger sans étoiles

## Sources
- « Jean-Pierre Rochat », sur la base de données des personnalités vaudoises sur la plateforme « Patrinum » de la Bibliothèque cantonale et universitaire de Lausanne.
- Anne-Lise Delacrétaz, Daniel Maggetti, Écrivaines et écrivains d'aujourd'hui, p. 329
- La chambre d’échos - Jean-Pierre Rochat
- Bibliomedia - Jean-Pierre Rochat
- Les Éditions d'Autre Part - Jean-Pierre Rochat
- A D S - Autorinnen und Autoren der Schweiz - Autrices et Auteurs de Suisse - Autrici ed Autori della Svizzera
- « Jean-Pierre Rochat », Dictionnaire du Jura.
- Voir aussi La Radio suisse romande et le Jura, p. 56-57